# Winner (Dakota del Sud)
Winner è un comune (city) degli Stati Uniti d'America e capoluogo della contea di Tripp nello Stato del Dakota del Sud. La popolazione era di 2,897 persone al censimento del 2010. Winner è anche il centro amministrativo della vicina contea di Todd, che non dispone di un proprio capoluogo di contea.
Winner venne progettata nel 1909, e la città prese il nome dalla parola "vincitore (winner in inglese)" dato che era il maggior punto di scambio della contea.

## Geografia fisica
Secondo lo United States Census Bureau, ha un'area totale di 2,20 miglia quadrate (5,70 km²).

## Società

### Evoluzione demografica
Secondo il censimento del 2010, c'erano 2,897 persone.

### Etnie e minoranze straniere
Secondo il censimento del 2010, la composizione etnica della città era formata dall'82,1% di bianchi, lo 0,2% di afroamericani, il 14,0% di nativi americani, lo 0,3% di asiatici, lo 0,3% di altre razze, e il 3,2% di due o più etnie. Ispanici o latinos di qualunque razza erano l'1,4% della popolazione.